# Giovanni Baltaro
Giovanni Baltaro (Rovasenda, 9 febbraio 1910 – Roma, 25 febbraio 1998) è stato un politico, partigiano e sindacalista italiano.

## Biografia
Iscritto al Partito Comunista d'Italia in clandestinità, viene arrestato nel 1930 e condannato a cinque anni di confino. È stato tra gli organizzatori della Resistenza nel vercellese; col nome di "Nino" è stato poi attivo nella Repubblica partigiana dell'Ossola prima e poi nel biellese. È nel gruppo dirigente presente all'eccidio dell'ospedale psichiatrico di Vercelli del 1945. Processato una prima volta a Torino negli anni ‘50, ne fu nuovamente richiesto l’arresto nel ‘57 dalla procura di Torino “per avere, in Vercelli, dal 12 al 13 maggio 1945, partecipato con crudeltà alla soppressione in massa di 51 militi fascisti che, essendosi arresi alle forze della resistenza, [...] avevano definitivamente cessato di costituire ostacolo alla conclusione della lotta contro il Fascismo” (G. Stella “Compagno mitra” op. cit.)
Al termine del conflitto si impegna nell'attività sindacale, dal 1948 al 1958 è membro della segreteria provinciale della CGIL di Vercelli. In seguito viene eletto nelle file del Partito Comunista Italiano nella II legislatura, dal 1953 al 1958.